# Решко Стефан Михайлович
Сте́фан Миха́йлович Ре́шко (нар. 24 березня 1947, Ключарки, Мукачівський район, Закарпатська область, Українська РСР) — радянський та український футболіст. Гравець збірної СРСР. Заслужений майстер спорту СРСР (1975).

## Біографія
Під час навчання в художньо-ремісничому ПТУ серйозно захопився футболом. Після училища працював за фахом червонодеревщиком на фанерно-мебльовому комбінаті. В 1965 році дебютував у «Верховині» з Ужгорода. В 1966 році, не бажаючи проходити військову службу в львівському СКА, перейшов до вінницького «Локомотива». В 1968—1970 роках грав за «Чорноморець» з Одеси, у складі якого двічі (1969, 1970) входив в списки найкращих футболістів УРСР. Будучи гравцем одеської команди почав притягуватися до матчів олімпійської збірної СРСР, зігравши в 1969 році в її складі в 11-ти неофіційних матчах. В кінці 1970 року перейшов до київського «Динамо», де виступав до завершення кар'єри. З київським клубом став 4-разовим чемпіоном СРСР, володарем Кубка Кубків та Суперкубка Європи 1975 року.
В 1971 році зіграв три матчі у складі олімпійської збірної СРСР, в 1975—1976 роках — 15 матчів за головну збірну.
Після завершення футбольної кар'єри в 1979 році закінчив Вищу школу МВС, потім працював в Академії МВС, отримав звання полковника міліції. Зараз — начальник кафедри, доцент національної академії внутрішніх справ України, голова комітету з питань проведення змагань і справедливої гри, контрольно-дисциплінарного комітету Федерації футболу України.
Баптист. Старший брат Володимир — також колишній футболіст. Перша дружина померла в 1988 році від раку. За п'ять років одружився вдруге. Дружина — Лариса, троє дітей: дочка, двоє синів — Стефан (грав у юнацькій команді київського «Динамо») і Євген.

## Досягнення
- Чемпіон СРСР (4): 1971, 1974, 1975, 1977.
- Володар Кубка СРСР (2): 1974, 1978.
- Володар Кубка володарів Кубків УЄФА: 1975.
- Володар Суперкубка УЄФА: 1975.
- Бронзовий олімпійський призер: 1976

## Нагороди
- Орден «За заслуги» І (2020)[4], ІІ (2015)[5] та ІІІ (2004)[6] ступенів.

## Виноски
1. ↑  Transfermarkt.de — 2000.
2. ↑  Статистика матчів олімпійської зборної СРСР у 1969 році [Архівовано 2021-11-26 у Wayback Machine.] (рос.)
3. ↑  Закарпатець Стефан Решко був єдиним баптистом у радянському футболі
4. ↑  Указ Президента України від 14 жовтня 2020 року № 446/2020 «Про відзначення державними нагородами України ветеранів команди товариства „Футбольний клуб «Динамо» Київ“»»
5. ↑  Указ Президента України від 29 травня 2015 року № 299/2015 «Про відзначення державними нагородами України ветеранів команди товариства «Футбольний клуб „Динамо“ Київ»»
6. ↑  Указ Президента України від 14 липня 2004 року № 795/2004 «Про відзначення державними нагородами України ветеранів та активістів українського футболу»